# 孟加拉国共产党（马列） (杜塔)
孟加拉国共产党（马列）（孟加拉语：বাংলাদেশের সাম্যবাদী দল (মার্কসবাদী-লেনিনবাদী)）是孟加拉国的一个地下共产主义政党。该党的意识形态是共产主义、马克思列宁主义、毛主义。该党的政治立场是极左翼。该党的领袖是阿乔伊·杜塔。该党是南亚毛主义政党和组织协调委员会和革命国际主义运动的成员。为区别于其它也以“孟加拉国共产党（马列）”为名的政党，该党被称为孟加拉国共产党（马列） (杜塔)。